# 阿久津朋子
阿久津 朋子（あくつ ともこ、1983年 - ）は、日本の脚本家。

## 来歴
茨城県出身。
2006年に武蔵野美術大学造形学部芸術文化学科を卒業した後は、同大学の大学史史料室に嘱託勤務し、「シナリオ・センター」研修科で学んだ。
脚本家デビュー後の事務所は、エム・エーフィールドに所属していた時期があった。

## 作品

### テレビドラマ
| Dear ママ （フジテレビヤングシナリオ大賞受賞作）                | 2012年12月23日 | フジテレビ                       | [ 8 ] [ 9 ]  |
| 海の上の診療所                                                  | 2013年         | フジテレビ 「月9」               | 構成協力     |
| サザエさん4 第2話「磯野家の忘年会」                             | 2013年12月1日  | フジテレビ                       | [ 10 ]       |
| 恋仲                                                            | 2015年         | フジテレビ 「月9」               | プロット協力 |
| テディ・ゴー!                                                   | 2015年         | フジテレビ 「土ドラ」            | [ 11 ]       |
| 感情8号線                                                       | 2017年         | フジテレビTWO                    | [ 12 ]       |
| ザ・ブラックカンパニー                                          | 2018年         | フジテレビTWO                    | [ 13 ]       |
| 直撃!シンソウ坂上SP ～日航123便からのメッセージ・33年目の真相～ | 2018年8月16日  | フジテレビ                       |              |
| 絶対正義                                                        | 2019年         | 東海テレビ 「オトナの土ドラ」    | プロット協力 |
| 同期のサクラ                                                    | 2019年         | 日本テレビ 「水曜ドラマ」        | プロット協力 |
| 磯野家の人々〜20年後のサザエさん〜                              | 2019年11月24日 | フジテレビ                       | [ 14 ]       |
| いとしのニーナ                                                  | 2020年         | フジテレビ                       |              |
| グランマの憂鬱                                                  | 2023年         | 東海テレビ・フジテレビ「土ドラ」 |              |

### ラジオドラマ
- 連続テレビ小説べっぴんさん スピンオフラジオドラマ「たまご焼き同盟」（2017年5月4日、NHKラジオ第1）[15]

### ネットドラマ
- グラスハート（2025年、ROBOT、ネットフリックス） ※岡田麿里らとの共同脚本

### 映画
- L-エル-（2016年、東宝映像事業部） ※下山天監督との共同脚本

## 受賞歴
- 2011年 - 第4回富士山・河口湖映画祭シナリオコンクール 河口湖観光協会長賞[2][7]（「恋するドラゴン」[16]）
- 2012年 - 第24回フジテレビヤングシナリオ大賞 大賞（「Dear ママ」）[7]